# Tổ chức Xuất bản Âm thanh Quốc gia (Pháp)
Tổ chức Xuất bản Âm thanh Quốc gia (Pháp) (tiếng Pháp: Syndicat National de l'édition Phonographique (SNEP)) là một tổ chức của Pháp được thành lập năm 1992, bảo vệ lợi ích của ngành công nghiệp thu âm nước Pháp. Tổ chức liên kết với Phong trào doanh nghiệp Pháp MEDEF và là một thành viên của Liên đoàn quốc về về công nghiệp thu âm IFPI.
Kể từ năm 2004, SNEP có 48 công ty thành viên, bao gồm cả các hãng thu âm quốc tế như Sony BMG, Universal, Warner và EMI. Số lượng đĩa nhạc từ các thành viên của SNEP chiếm khoảng 80% doanh số đĩa của thị trường âm nhạc Pháp.
SNEP chịu trách nhiệm kiểm soát vấn đề bản quyền cho quyền lợi của các thành viên (bao gồm cả việc sao chụp đĩa lậu); cung cấp chứng nhận kim cương, bạch kim, vàng hay bạc cho đĩa đơn, album và video âm nhạc phát hành ở Pháp. SNEP cũng đồng thời biên soạn các bảng xếp hạng âm nhạc quốc gia chính thức đối với các đĩa bán chạy nhất đất nước này.